# کلیولند براون جونیور

کلیولند براون جونیور

کلیولند اورنتال براون جونیور (به انگلیسی: Cleveland Orenthal Brown, Jr.) یک شخصیت خیالی در مجموعه پویانمایی مرد خانواده و کلیولند شو می‌باشد.